# Роберти-Риварота (Виченца)
Роберти-Риварота је насеље у Италији у округу Виченца, региону Венето.
Према процени из 2011. у насељу је живело 248 становника. Насеље се налази на надморској висини од 88 м.